# Episodi di Leonardo
La prima stagione della serie televisiva Leonardo, composta da 8 episodi, è stata trasmessa in prima visione mondiale in Italia su Rai 1 dal 23 marzo al 13 aprile 2021.
| nº | Titolo italiano | Prima TV Italia |
| -- | --------------- | --------------- |
| 1  | Episodio 1      | 23 marzo 2021   |
| 2  | Episodio 2      | 23 marzo 2021   |
| 3  | Episodio 3      | 30 marzo 2021   |
| 4  | Episodio 4      | 30 marzo 2021   |
| 5  | Episodio 5      | 6 aprile 2021   |
| 6  | Episodio 6      | 6 aprile 2021   |
| 7  | Episodio 7      | 13 aprile 2021  |
| 8  | Episodio 8      | 13 aprile 2021  |

## Episodio 1
- Diretto da: Daniel Percival
- Scritto da: Frank Spotnitz & Steve Thompson

### Trama
Nel 1506, nel Ducato di Milano, Leonardo da Vinci viene arrestato e interrogato da Stefano Giraldi, ufficiale del Podestà, che lo accusa di aver avvelenato Caterina da Cremona, un tempo amica dell'artista. Leonardo si difende e racconta a Giraldi del suo primo incontro con Caterina.
Firenze, sedici anni prima. Leonardo è uno degli aspiranti apprendisti del rinomato artista Andrea del Verrocchio. Insieme ai suoi compagni deve ritrarre la modella Caterina da Cremona, vestita da Diana, la dea della caccia. Leonardo è affascinato dalla donna ma non riesce a trovare la giusta ispirazione, così non completa il lavoro. Giorni dopo, Leonardo incontra Caterina e le chiede di posare nuovamente per lui. I due stringono un forte rapporto di amicizia, che si incrina quando lei vede nel disegno ancora incompleto una sua cicatrice, che aveva pregato all'artista di omettere, in quanto legata a un episodio drammatico che voleva dimenticare.
Nel frattempo, il Verrocchio non riesce a trovare una soluzione per issare sulla cupola del Brunelleschi un pesante globo dorato sovrastato da una croce. Leonardo aiuta il maestro disegnando di notte un sistema di carrucole che permette al globo di essere issato. L'operazione riesce perfettamente, e il Verrocchio è festeggiato come fautore del buon esito dell'operazione.
Leonardo è tuttavia cacciato dalla bottega con l'accusa di furto.
Caterina arriva in bottega per restituire a Leonardo il suo quadro, che era stato motivo di diverbio, ma non trovandolo lo consegna al Verrocchio stesso che, riconosciutone il tratto e il talento, decide di richiamare l'artista in bottega come primo apprendista. In questo frangente, Verrocchio capisce anche la paternità dei bozzetti per le carrucole. Leonardo accetta e si reca subito in cerca di Caterina, per scusarsi e ringraziarla.
Ancora una volta, i due si trovano insieme a parlare e festeggiare ma, subito dopo un bacio, litigano in quanto Leonardo accusa Caterina di approfittare di lui solo per il suo talento, e di volerlo usare per arrivare alla vita agiata che tanto desidera. Offesa e ferita, Caterina gli intima di andarsene. Nel frattempo, il Verrocchio impartisce le prime lezioni sulla luce a Leonardo, mentre incomincia a lavorare al Battesimo di Cristo, di cui Leonardo dovrà dipingere uno degli angeli. Intanto Tommaso Masini, un aspirante apprendista del Verrocchio geloso di Leonardo, corteggia Caterina.
Il Verrocchio è molto colpito dell'angelo di Leonardo, tanto da arrivare a dire che "l'apprendista ha superato il maestro".
Notata la sua bravura, il reggente di Milano, Ludovico Sforza, propone a Leonardo di andare a lavorare per lui, ma l'artista rifiuta.
- Guest star: Andrew Knott (Alfonso).
- Ascolti Italia: telespettatori 7 386 000 – share 27,1%[3].

## Episodio 2
- Diretto da: Daniel Percival
- Scritto da: Frank Spotnitz

### Trama
Leonardo nega di aver ucciso Caterina, ma Giraldi, per ottenere la promozione, deve trovare le prove per incastrarlo con la collaborazione di Masini.
Dopo una serata passata insieme, Leonardo e il modello prostituto Jacopo Saltarelli vengono arrestati dagli ufficiali del Bargello con l'accusa di sodomia per via della segnalazione da parte di Masini, geloso dell'amico. Saltarelli viene rilasciato dopo aver fatto arrestare altre quattro persone, tra le quali anche Leonardo Tornabuoni, ma al processo le accuse vengono archiviate grazie all'intervento di Amerigo Benci, uomo d'affari vicino ai Medici. Come confessato da Leonardo a Caterina, Jacopo aveva destato delle emozioni in lui che non pensava di avere. A causa dello scandalo il Verrocchio deve allontanare dalla sua bottega l'artista, che però viene accolto dal Benci: il mecenate gli commissiona il ritratto di Ginevra, sua figlia. Il padre di Leonardo, Piero, che lo aveva abbandonato da bambino, decide di aiutarlo e lo raccomanda per la commissione dell'Adorazione dei Magi, ma l'abate boccia il dipinto e il padre si adira con Leonardo, dicendosi pentito di averlo messo al mondo. Amerigo de' Benci non è soddisfatto del ritratto e allontana Leonardo senza pagarlo. L'artista decide così di partire per Milano.
- Guest star: Sergio Albelli (Amerigo Benci), Poppy Gilbert (Ginevra de' Benci), Kit Clarke (Jacopo Saltarelli), Luca Guastini (Leonardo Tornabuoni), Lidia Vitale (la strega), Andrew Knott (Alfonso), Flavio Parenti (Bernardo Bembo).
- Ascolti Italia: telespettatori 6 541 000 – share 29,5%[3].

## Episodio 3
- Diretto da: Daniel Percival
- Scritto da: Gabbie Asher

### Trama
L'ambasciatore Bernardo Bembo accusa Leonardo di aver ucciso Caterina, ma Giraldi non si fida e vuole capire meglio.
Undici anni prima. Leonardo, arrivato a Milano accompagnato da Masini, viene ricevuto a Palazzo Sforza, ma Ludovico il Moro scarta il progetto della sua catapulta, commissionandogli invece la progettazione della Fabula di Orfeo, opera teatrale di Poliziano. Con un antidoto Leonardo riesce a salvare la vita al Moro, avvelenato dal ciambellano durante una cena. Il giorno seguente, nel bel mezzo dello spettacolo, Thierry, l'attore protagonista, viene ucciso da Galeazzo Sanseverino, braccio destro del Moro, in quanto parte del complotto ordito da Luigi, re di Francia, per eliminare il Duca.
- Guest star: Flavio Parenti (Bernardo Bembo), Miriam Dalmazio (Beatrice d'Este), Edan Hayhurst (Gian Galeazzo Sforza), Hugo Becker (Thierry), Matthew Steer (ciambellano di Sforza), Alessandro Lui (guardia di Sforza).
- Ascolti Italia: telespettatori 6 225 000 – share 22,9%[4].

## Episodio 4
- Diretto da: Daniel Percival
- Scritto da: Steve Thompson

### Trama
Caterina sarebbe stata uccisa con lo stesso veleno che aveva quasi fatto perdere la vita al Moro. Giraldi cerca ancora dei testimoni che abbiano visto Leonardo uccidere la ragazza e perciò interroga l'apprendista Giacomo Salaì, il quale però non dice nulla per scagionarlo.
Il Moro chiede a Leonardo di costruire la più grande statua equestre del mondo: un monumento commemorativo di suo padre Francesco, il fondatore della casata Sforza ma il modello iniziale non piace al mecenate. Intanto Bembo torna a Venezia lasciando Caterina poiché ha capito che prova qualcosa per l'artista; questa viene ora concupita dal Moro, e ne diventa l'amante.
Un mese dopo. Leonardo e Caterina si preoccupano delle condizioni del piccolo Gian Galeazzo Maria Sforza. Dopo la morte di quest'ultimo per presunto avvelenamento, i due si separano poiché l'artista non ha intenzione di andare via da Palazzo Sforza.
- Guest star: Flavio Parenti (Bernardo Bembo), Miriam Dalmazio (Beatrice d'Este), Edan Hayhurst (Gian Galeazzo Sforza), Michele Bevilacqua (medico), Alessandro Lui (guardia di Sforza).
- Ascolti Italia: telespettatori 5 575 000 – share 24,8%[4].

## Episodio 5
- Diretto da: Alexis Sweet
- Scritto da: Frank Spotnitz

### Trama
Giraldi fa presente a Leonardo che il piccolo Sforza e Caterina sono stati uccisi dallo stesso veleno ma l'artista continua a dirsi innocente nonostante le troppe coincidenze.
Milano, gennaio 1497. Beatrice d'Este muore durante il parto e Leonardo non ha potuto fare nulla per salvarla nonostante le suppliche del Moro il quale, pur avendola sfacciatamente tradita, impazzisce dal dolore e non si riprenderà mai dalla morte della moglie, la quale era stata sino ad allora la sua forza e il suo sostegno nel governo dello stato.
Il bronzo per la statua equestre viene sequestrato con una scusa da Sanseverino e il Duca commissiona a Leonardo la realizzazione dell'Ultima Cena nel refettorio del convento adiacente al santuario di Santa Maria delle Grazie; l'artista deve realizzare l'affresco con una nuova tecnica e a ispirarlo e a spronarlo ci pensa fra Pacioli. Un giorno però i pigmenti necessari vengono rubati ma Leonardo, messo in guardia dal mecenate, non demorde e prosegue con il lavoro aiutato dai suoi amici apprendisti. Nel frattempo i cittadini milanesi sono in rivolta per l'aumento delle tasse e i francesi, che hanno stretto un'alleanza con i veneziani contro Sforza, avvertono Leonardo tagliando la gola al suo amico Marco. Poco dopo Ludovico fugge da Milano che finisce sotto il controllo di Luigi XII il quale, per bocca di Cesare Borgia, ordina che l'affresco venga rimosso dalla parete e portato in Francia; il Valentino concede a Leonardo di finire l'opera ma l'artista finisce per litigare con l'amico Tommaso Masini che va via insieme a Giulio.
- Guest star: Miriam Dalmazio (Beatrice d'Este), Giovanni Scifoni (Luca Pacioli), Anton Alexander (Priore Vincenzo), Michele Bevilacqua (medico), Robert Madison (Filippo), Filippo Tirabassi (Pietro).
- Ascolti Italia: telespettatori 5 443 000 – share 20%[5].

## Episodio 6
- Diretto da: Alexis Sweet
- Scritto da: Steve Thompson

### Trama
Giraldi ha visto l'Ultima Cena nel convento e pretende di sapere la verità da Leonardo.
Leonardo dopo diversi anni è tornato a Firenze dove accetta di fare nuovamente un ritratto su commissione ovvero la Gioconda; inoltre il Gonfaloniere Pier Soderini vorrebbe commissionare una scultura all'artista il quale però rifiuta. Cesare Borgia, dopo aver guidato l'esercito francese alla conquista del ducato di Milano, con l'appoggio del padre Papa Alessandro VI sta ora riconquistando i territori della Romagna battendo i vari signorotti locali, fra cui la celebre Caterina Sforza, ricevendo in seguito dal pontefice il titolo di Duca di Romagna. Tramite il comandante Ramiro ottiene da Soderini che Leonardo diventi ingegnere di corte a Imola e in cambio Firenze non dovrà pagare più il tributo di 30 000 fiorini. In qualità di "Architecto et Ingegnero Generale" si occupa di progettare quelle opere militari e civili che avrebbero consolidato la signoria del Valentino e permesso una difesa efficace contro i numerosi nemici esterni e interni; in quest'occasione Leonardo stringe amicizia con Niccolò Machiavelli, inviato da Firenze per "studiare" Borgia. Una sera un uomo di Guidobaldo da Montefeltro cerca di raggiungere il Valentino per ucciderlo: Leonardo riesce a distrarlo e il Duca lo anticipa. L'artista non si sente però a suo agio a Imola e per essere rilasciato disegna una nuova macchina da guerra per il Borgia, una catapulta. Non ha mai smesso di scrivere a Caterina, diventata madre da qualche tempo, la quale aveva chiesto aiuto a Piero da Vinci affinché aiutasse suo figlio: difatti Leonardo otterrà il permesso di tornare a casa dopo il pagamento di 30 000 fiorini a Borgia e si ricongiungerà con la vecchia amica.
Leonardo si dice pronto a scrivere la sua confessione viste le circostanze anche se Giraldi non sembra per niente convinto della sua colpevolezza.
- Guest star: Corrado Invernizzi (Pier Soderini), Davide Iacopini (Niccolò Machiavelli), Lorenzo Adorni (Francesco Giocondo), Maria Vera Ratti (Lisa del Giocondo), Tommaso Basili (Duca di Urbino), Francesca Chillemi (Margherita).
- Ascolti Italia: telespettatori 5 189 000 – share 23,6%[5].

## Episodio 7
- Diretto da: Daniel Percival
- Scritto da: Steve Thompson

### Trama
Leonardo consegna la sua confessione a Giraldi il quale però continua a pensare che sia innocente.
Firenze, 1504. Leonardo continua a lavorare al ritratto di Lisa del Giocondo e per un po’ di tempo ospita Caterina. Nel frattempo davanti a Palazzo Vecchio viene inaugurato il David di Michelangelo con il quale Leonardo si scontra pubblicamente. Messo da parte l'orgoglio, per dimostrare alla città di essere l'artista migliore, accetta di realizzare la pittura murale della Battaglia di Anghiari nella Sala del Gran Consiglio su commissione del Gonfaloniere Soderini; si tratta di un'opera grandiosa per dimensioni e per ambizione che, a sorpresa, lo vedrà faccia a faccia con il rivale Michelangelo, a cui viene commissionato un affresco gemello su una parete vicina, la Battaglia di Càscina. Intanto Galeazzo Sanseverino pretende che Leonardo convinca Soderini affinché chieda la reintegrazione di Ludovico il Moro a Milano ma l'artista si rifiuta di aiutarlo. Leonardo si confronta per l'ultima volta con il padre prima della sua morte, avendo così modo di conoscere anche il suo fratellastro Guglielmo, e subito dopo decide di abbandonare l'opera; poco lo segue anche Michelangelo chiamato a Roma da Papa Giulio II.
Giraldi, per parlare con fra Pacioli, si imbatte in Francesco, il figlio di Caterina che dice di essere figlio di Leonardo.
- Guest star: Corrado Invernizzi (Pier Soderini), Pierpaolo Spollon (Michelangelo Buonarroti), Luca Grispini (Guglielmo da Vinci), Giovanni Scifoni (Luca Pacioli), William Roberts (Luigi Nicolini), Davide Iacopini (Niccolò Machiavelli), Maria Vera Ratti (Lisa del Giocondo), Gianmarco Saurino (Lapo).
- Ascolti Italia: telespettatori 5 432 000 – share 19,9%[6].

## Episodio 8
- Diretto da: Daniel Percival
- Scritto da: Frank Spotnitz

### Trama
Giraldi vuole evitare l'impiccagione di Leonardo e pretende da lui una spiegazione riguardo al piccolo Francesco.
Firenze, sei mesi prima. Leonardo, insieme a Francesco e Caterina, ottiene ospitalità da Ginevra de' Benci; l'artista si sta occupando ora di anatomia dissezionando corpi per un professore di Pavia.
Sanseverino al Castello di Loches riferisce a Ludovico che Leonardo non gli andrà in soccorso e che convive ora con Caterina e un bambino di 10 anni: il Moro intuisce che il piccolo possa essere suo figlio, concepito quando la ragazza frequentava la sua corte a Milano. Rinaldo Rossi, su richiesta di Sanseverino, perquisisce l'abitazione di Leonardo, che sta ora lavorando al ritratto di Leda col cigno, cercando invano Francesco che si è ben nascosto; il piccolo viene poi affidato a fra Pacioli. Mentre vanno a fuoco delle opere di Leonardo e questo parla con Bernardo Bembo, Caterina muore avvelenata davanti a loro senza che l'artista faccia alcunché.
Leonardo sta per essere impiccato quando intervengono Giraldi e Salaì che hanno appena trovato una lettera di Caterina in cui incolpava Sanseverino della morte di Gian Galeazzo Sforza: sarebbe stato quindi lui ad ucciderla con lo stesso veleno. Rinaldo Rossi ordina così l'arresto del braccio destro del Moro che riesce a fuggire. Giraldi rivela a Leonardo che la lettera era un bluff dicendosi convinto che l'artista abbia sì avvelenato Caterina salvandola però di nascosto e inscenando la sua morte sostituendo il suo corpo con un cadavere di un'altra donna: tutto questo per bloccare le ricerche del Moro e salvare la donna e Francesco. Difatti i due si ricongiungono e danno l'ultimo saluto a Leonardo prima di partire. Sforza non riuscirà mai a trovarli e morirà nel 1508 a Loches dopo aver tentato la fuga dal castello in cui era rinchiuso.
- Guest star: Poppy Gilbert (Ginevra de' Benci), Giovanni Scifoni (Luca Pacioli), Flavio Parenti (Bernardo Bembo), Maria Vera Ratti (Lisa del Giocondo).
- Ascolti Italia: telespettatori 5 147 000 – share 22,8%[6].